# Луиз Пенингтън
Луиз Пенингтън (на английски: Louise Pennington) е английска писателка на бестселъри в жанра еротичен любовен роман.

## Биография и творчество
Луиз Пенингтън, баронеса Бентлинк, е родена в Бристъл, Англия. Живяла е във Виена. Работи в рекламата пет години преди да се посвети на писателската си кариера.
Първият ѝ роман „Греховете на ангелите“ е публикуван през 1988 г. В произведенията си влага много еротични сцени, които се вписват в цялостния сюжет.
Първата ѝ пиеса „Don't Stop Breathing“ е удостоена с награда „Оскар Мур“ за сценарий.
Луиз Пенингтън е разведена и има дъщеря. Живее в Луис, Източен Съсекс.

## Произведения

### Самостоятелни романи
- Sins of Angels (1988)
Греховете на ангелите, изд.: ИК „Компас“, Варна (1995), прев. Тинко Трифонов
- The Dream Breakers (1989)
- The Diplomat's Wife (1990)
Жената на дипломата, изд.: ИК „Компас“, Варна (1995), прев. Тинко Трифонов
- Jessica's Lover (1994)
- The Stalking of Eve (1996)

### Пиеси и сценарии
- Don't Stop Breathing
- Fractured

### Екранизации
- 2014 The Left-Hand Path – късометражен филм, по „Jessica's Lover“, сценарист и продуцент